# خزگان تورب
خزگان تورب (نام علمی: Sphagnaceae) نام یک تیره از راسته باتلاقی است.